# 熱痙攣
熱痙攣（英語：Heat cramps）是指運動後因流失大量的鹽份和水分而造成的肌肉抽筋或痙攣。熱痙攣多發生於腹部、手臂以及小腿。發生的原因可能是沒有攝取足夠的液體或電解質。通常熱痙攣不會在白天發生，尤其常見於晚上放鬆的時候。流很多汗的時候常容易發生熱痙攣，尤其當喝水補充時沒有加上鹽分或鈉。
儘管熱痙攣可能很疼痛，但通常不會造成永久性的傷害。若要避免這樣的事情發生，可以透過在運動中飲用運動飲料或攝取鉀含量豐富的食物，像是香蕉或蘋果。